# Henri de Croÿ-Solre
Henri Jean Humbert Marie Gobert prins de Croÿ-Solre (Nevers, 28 september 1958) behoort tot de Belgische prinselijke familie de Croÿ, meer bepaald tot de tak Croÿ-Solre.

## Levensloop
Hij is een zoon van prins Leopold de Croÿ-Solre (1926-1997), advocaat in Brussel en in 1933 erkend in de Belgische erfelijke adel met de titel prins, en van Monique Minette d'Oulhaye (1923-1979). Hij trouwde in 1994 in Londen met de Colombiaanse María Patiño Fernandez de Cordoba (°1964) en ze kregen twee zoons en een dochter. Ze wonen in Zwitserland en in Engeland.
De Croÿ is licentiaat in de rechten en werd onderluitenant bij de Belgische luchtmacht.

## In opspraak
Henri de Croÿ-Solre werd op het einde van de twintigste eeuw in België beschuldigd van fiscale fraude, wat hij ontkende. Er volgde een gerechtelijke procedure die zeventien jaar aansleepte. In 2012 werd hij in Brussel veroordeeld, maar in 2015 in beroep in Luik uiteindelijk vrijgesproken.
In 2007 richtte hij, samen met onder meer zijn broer Emmanuel, de vennootschap Helin op, die zich als vermogensbeheerder richtte op welvarende personen zoals ondernemers, Russische oligarchen en voetballers. Na enkele jaren verliet hij zijn verantwoordelijke functie in de onderneming die door de Britse bankier Geraldine Whittaker werd overgenomen en bleef er alleen als consultant mee verbonden. Zijn terugtrekking werd door sommige journalisten tegengesproken: hij zou de werkelijke baas gebleven zijn, maandelijks een vergoeding van 10.000 euro en jaarlijks een premie van 100.000 euro opstrijken.
In mei 2018 werd hij door het Franse magazine L'Observateur genoemd in het onderzoek naar witwasoperaties en fiscale fraude door Helin, via zijn zetel in de Verenigde Arabische Emiraten. De Obs baseerde zich op de zogenaamde "Dubai Papers". Hierop werd verder gepubliceerd door onder meer de financieel-economische krant De Tijd, met opzoekingen naar de Belgische elementen van het dossier.
In de Zwitserse zondagskrant Le Matin verklaarde de Croÿ "geen enkele strafrechtelijke inbreuk te hebben gepleegd".
Zijn verklaring luidde verder: "De groep Helin doet aan vermogensbeheer en maakt daarbij gebruik van fiscale optimalisatie (...) Dat is volgens sommigen misschien niet moreel verantwoord, maar het is niet verboden volgens de wet." Hij ontkende hierbij formeel alle witwaspraktijken of fiscale fraude in de tijd toen hij nog bestuurder en aandeelhouder was. Hij liet echter verstaan dat de directeur in de emiraten, François Dujardins "oncontroleerbaar" zou geworden zijn. "Ik sluit niet uit dat er fouten zijn gebeurd bij de bestuurders die na mij zijn gekomen", besloot hij.
Volgens het Franse L'Obs zouden sommige klanten vermoedens van fraude gekregen hebben en dienden ze klacht in bij het parket in Genève, waarop een strafonderzoek was begonnen, waarbij ook Henri de Croÿ-Solre werd betrokken en de activa van Helin werden bevroren. Deze zaak zou dus ongetwijfeld vervolgd worden.
Op 7 februari 2020 bevestigde minister Alexander De Croo dat de belastingdiensten een onderzoek voerden naar de Belgische klanten van Helin en van de prins. In juli 2025 schreef De Tijd dat het Franse parket de prins wil vervolgen.

## Voetnota
1. ↑  David Adriaen en Lars Bové, Fiscus opent jacht op rijke klanten van Belgische prins.. De Tijd (7 februari 2020). Gearchiveerd op 7 februari 2020. Geraadpleegd op 7 februari 2020.
2. ↑  Dubai Papers: Frans parket wil Belgische prins de Croÿ vervolgen. De Tijd (18 juli 2025). Geraadpleegd op 19 augustus 2025.